# Stazione di Upminster
La stazione di Upminster è una stazione situata nel quartiere omonimo, nel borgo londinese di Havering.

Questa stazione è servita dai servizi della metropolitana di Londra, nonché dei servizi ferroviari suburbani di London Overground e nazionali transitanti lungo la ferrovia Londra-Shoeburyness.

## Storia
La stazione venne aperta nel 1885 dalla LTSR. L'ingresso e la struttura originaria, accanto alle piattaforme della linea principale e al parcheggio, sono ancora quelle del 1885.
Nel 1932 furono costruiti un grande ingresso ed una biglietteria su Station Road. Da quel tempo la stazione è stata più volte ristrutturata. Oggi la stazione è di proprietà di Network Rail.

## Strutture e impianti
La stazione ha subito un massiccio intervento di ingrandimento nel 1932: con questo intervento, sono stati costruiti, con lo stile dell'epoca, il fabbricato passeggeri, i due sovrappassi e tutte le strutture presenti sulle banchine.
Il fabbricato viaggiatori principale, ove si trova l'accesso da Station Road, è stato approfonditamente rimaneggiato in uno stile contemporaneo e ora include tre unità commerciali.
La stazione originale in stile vittoriano che rimane oltre il binario 1, è stato riammodernata e ora include una biglietteria secondaria e una sala d'attesa con due uscite, una su Station Approach e una verso il parcheggio di interscambio della stazione. Le banchine originarie della stazione erano connesse da un sottopasso che è stato successivamente abbandonato.
Il binario 1A è un binario di testa utilizzato solamente in caso di lavori sulla linea e le domeniche per i servizi via Ockendon.
Il binario 1 è generalmente utilizzato per i servizi diretti a Fenchurch Street o Liverpool Street; il 2 per i servizi diretti a Grays, Southend e Shoeburyness.
I binari 3, 4 e 5 sono serviti di treni della linea District mentre il binario 6 (costruito successivamente rispetto agli altri) è dedicato ai treni dell'Overground diretti a Romford.
Tutte le banchine, con l'eccezione della 6, sono accessibili ai portatori di handicap.
Upminster si trova all'interno della Travelcard Zone 6.

## Movimento
Il tipico servizio di morbida è sintetizzato di seguito:
- linee regionali di c2c:
  - 4 treni all'ora per Londra Fenchurch Street;
  - 2 treni all'ora per Shoeburyness via Basildon;
  - 2 treni all'ora per Southend Central via Ockendon.
- London Overground, linea Liberty:
  - 2 treni all'ora per Romford.
- London Underground, linea District:
  - 6 treni all'ora per Richmond[1] (7, durante gli orari di punta)[2];
  - 6 treni all'ora per Ealing Broadway[1][2].

## Interscambi
Nelle vicinanze della stazione effettuano fermata alcune linee urbane automobilistiche, gestite da London Buses
- Fermata autobus